# Krigsåret 1868

## Pågående krig
- Boshinkriget (1868-1869) - japanskt inbördeskrig

- Nyzeeländska krigen (1845-1872)
  - Brittiska imperiet på ena sidan.
  - Maori på andra sidan.

- Trippelallianskriget (1864 - 1870)[1]
  - Paraguay på ena sidan
  - Brasilien, Argentina och Uruguay på andra sidan

### Fotnoter
1. ↑  ”World Statesmen”. http://www.worldstatesmen.org/WARS.html. Läst 28 juni 2011.